# Episodi di Killing Eve (seconda stagione)
La seconda stagione della serie televisiva Killing Eve, composta da 8 episodi, è stata trasmessa negli Stati Uniti su BBC America dal 7 aprile al 26 maggio 2019.
In Italia la stagione viene distribuita su TIMvision dall'8 aprile al 27 maggio 2019.
| n° | Titolo originale                      | Titolo italiano                      | Prima TV USA   | Pubblicazione Italia |
| -- | ------------------------------------- | ------------------------------------ | -------------- | -------------------- |
| 1  | Do You Know How to Dispose of a Body? | Sai come sbarazzarti di un cadavere? | 7 aprile 2019  | 8 aprile 2019        |
| 2  | Nice and Neat                         | Carina e in ordine                   | 14 aprile 2019 | 15 aprile 2019       |
| 3  | The Hungry Caterpillar                | Il bruco affamato                    | 21 aprile 2019 | 22 aprile 2019       |
| 4  | Desperate Times                       | Mali estremi                         | 28 aprile 2019 | 29 aprile 2019       |
| 5  | Smell Ya Later                        | A presto                             | 5 maggio 2019  | 6 maggio 2019        |
| 6  | I Hope You Like Missionary!           | Spero ti piaccia il missionario!     | 12 maggio 2019 | 13 maggio 2019       |
| 7  | Wide Awake                            | Completamente sveglia                | 19 maggio 2019 | 20 maggio 2019       |
| 8  | You're Mine                           | Sei mia                              | 26 maggio 2019 | 27 maggio 2019       |

## Sai come sbarazzarti di un cadavere?
- Titolo originale: Do You Know How to Dispose of a Body?
- Diretto da: Damon Thomas
- Scritto da: Emerald Fennell

### Trama
Eve fugge dall'appartamento di Villanelle appena prima dell'arrivo di tre agenti russi, travestiti da paramedici, che uccidono la signora Tattevin. Dopo essersi sbarazzata del coltello con cui aveva accoltellato la sua nemica nel bagno della gare du Nord, Eve rientra a Londra e comincia a manifestare i segnali di uno stato di shock. Carolyn le chiede spiegazioni sulla sua sortita a Parigi, portandola all'obitorio per esaminare il cadavere riesumato di Alister Peel, un uomo morto due mesi prima per un infarto in circostanze sospette. Carolyn vuole sapere per quale motivo il nome di Alister Peel fosse scritto nel bigliettino che Nadia aveva indirizzato a Eve. Avendo capito che Eve è attratta da Villanelle, Carolyn la sprona a continuare a combatterla perché resta comunque il suo bersaglio. Niko perdona Eve per le loro ultime incomprensioni, chiedendole trasparenza sui problemi che la stanno facendo soffrire.
Villanelle si fa investire da un taxi, così da essere accompagnata in ospedale. Qui è sistemata in una stanza e chiede al medico di non allertare la polizia per la sua ferita, affermando che gli è stata inflitta da un noto agente della polizia giudiziaria francese. Villanelle fa la conoscenza di Gabriel, il suo compagno di letto, un ragazzo finito vittima di un incidente in cui sono morti i suoi genitori. Indossato il pigiama di ricambio di Gabriel, Villanelle lo uccide torcendogli il collo, ritenendo che fosse comunque destinato a una vita di sofferenze con il volto tumefatto per le conseguenze dell'incidente. Villanelle fugge dall'ospedale e riesce a raggiungere Calais, dove si nasconde nel bagagliaio dell'automobile di un uomo diretto nel Regno Unito.

## Carina e in ordine
- Titolo originale: Nice and Neat
- Diretto da: Damon Thomas
- Scritto da: Emerald Fennell

### Trama
Carolyn ha costituito una nuova squadra per dare la caccia a Villanelle. Oltre a Kenny, ne fanno parte gli agenti dell'MI6 Jess e Hugo. Eve scopre che a Parigi un dodicenne è stato ucciso in ospedale da una ragazza bionda, capendo che Villanelle è ancora in attività. Indagando sull'omicidio di Peel, Eve e Carolyn incontrano i suoi figli che riferiscono le circostanze della morte del padre, avvenuta durante l'abituale seduta con l'estetista. Eve mostra loro la fotografia di Villanelle, chiedendo se fosse lei l'estetista che si occupava di lui, ricevendo un no come risposta. Eve conclude quindi che esiste un'altra killer, meno appariscente rispetto a Villanelle.
Villanelle è arrivata a Basildon, dove risiede la famiglia che inconsapevolmente le ha dato il passaggio. Al supermercato incontra un uomo, all'apparenza mite, di nome Julian a cui chiede ospitalità. Julian si rivela un soggetto borderline che vive con la madre demente in una casa piena di bambole. Villanelle viene da lui percepita come una dolce fanciulla da accudire, trovandosi in un'abitazione da cui è impossibile uscire, visto che Julian ha barricato sia le porte che le finestre. Villanelle tenta di telefonare all'MI6, chiedendo di Eve Polastri che però, essendo stata licenziata e operando in incognito, non figura tra i dipendenti. A Villanelle non resta altra soluzione che affrontare Julian, innescando un duello che si conclude con l'uomo trafitto mortalmente alla carotide. Villanelle trova ad attenderla una macchina rossa, con a bordo il suo nuovo supervisore Raymond. Costui mette subito in chiaro che non sarà conciliante con lei come il suo predecessore.
Eve e Carolyn giungono a Basildon, appena prima che Villanelle e Raymond si siano dileguati. Carolyn porta Eve a casa sua, chiedendole di non arrabbiarsi per quello che sta per scoprire. Seduto in salotto c'è infatti Konstantin.

## Il bruco affamato
- Titolo originale: The Hungry Caterpillar
- Diretto da: Lisa Brühlmann
- Scritto da: Emerald Fennell, Jessica Ashworth, Henrietta Colvin

### Trama
Konstantin suggerisce a Eve di lasciar perdere Villanelle, paragonandola al Bruco Maisazio che divora le persone intorno a sé e conosce l'odio come unico sentimento. Villanelle si sente poco considerata dai Dodici, i quali le stanno affidando incarichi di secondaria importanza. La sua nuova vittima è Greg Richardson, proprietario di un hedge fund che avrebbe dovuto acquistare l'azienda di Peel. Eve pensa che dietro all'omicidio di Richardson non ci sia la mano di Villanelle, indirizzando i propri sospetti verso il Fantasma, il nuovo killer responsabile del delitto di Peel.
Eve sta provando a ricostruire il rapporto con Niko, portandogli la colazione a letto e partecipando all'annuale drink nella scuola in cui insegna. Infastidita dalle attenzioni che Gemma, una collega insegnante, manifesta verso suo marito, Eve gli chiede di vedere la sua classe per poter amoreggiare in libertà. Eve però si spaventa quando vede sulla cattedra di Niko una mela identica a quella rinvenuta accanto al cadavere del giovane Gabriel a Parigi, a cui si aggiunge il rossetto che Eve trova dentro la sua borsa. Eve pretende di sapere da Konstantin dove si trova Villanelle, scoprendo che alloggia presso un albergo a Paddington. Konstantin allerta Villanelle che l'MI6 sta arrivando a prenderla e le propone di tornare a lavorare insieme. Eve e la sua squadra arrivano nell'albergo, intuendo che Villanelle si nasconde dietro la porta in fondo al corridoio. Tuttavia, l'ormai incontrollata infatuazione che Eve prova per Villanelle la rallenta e dà modo alla nemica di fuggire dalla finestra.
Carolyn rimprovera Eve per l'iniziativa non concordata, invitandola a lasciar perdere Villanelle e concentrarsi invece sul Fantasma. Konstantin stuzzica Villanelle sul fatto che l'MI6 sta indagando sul Fantasma, quindi adesso non sarà più al centro dei pensieri di Eve. Villanelle replica che non è vero. Infatti, quella sera a casa Eve prova davanti allo specchio il rossetto trovato nella borsa, scoprendo che Villanelle ci aveva mimetizzato dentro un coltello.

## Mali estremi
- Titolo originale: Desperate Times
- Diretto da: Lisa Brühlmann
- Scritto da: D.C. Moore, Emerald Fennell

### Trama
Carolyn viene ricevuta da Helen Jacobson, direttore dell'intelligence britannica. Helen è furiosa per quanto accaduto con Konstantin e minaccia di far saltare l'intera operazione, ma Carolyn la rassicura che le cose stanno andando secondo i piani. Siccome diverse persone che lavoravano per Alister Peel sono morte in circostanze sospette, Eve e Jess vanno a interrogare suo figlio Aaron, direttore della fiorente startup Pharaday. Aaron, che aveva in qualche modo fiutato il loro arrivo, si fa trovare in compagnia di un avvocato, trincerandosi dietro il diritto a restare in silenzio. Inevitabilmente avviene un nuovo omicidio, stavolta la vittima è Linda, la segretaria di Peel, che è stata uccisa dal Fantasma, mimetizzatasi come donna delle pulizie. Dal referto tossicologico Eve capisce che il Fantasma uccide le proprie vittime attraverso un anestetico indolore somministrato sulle labbra, quindi si tratta quasi certamente di un medico o un'infermiera. Intanto, Eve si avvicina al giovane collega Hugo che la porta a cenare in una tavola calda e, non fosse stato per la vibrazione del cellulare, l'avrebbe baciato. Eve e la squadra individuano colei che è sospettata di essere il Fantasma, procedendo al suo arresto.
Villanelle si trova ad Amsterdam per uccidere un uomo, colpevole di tradire la moglie nel quartiere a luci rosse della città. Assolto il suo compito, Villanelle entra in crisi perché ritiene che Konstantin stia cercando di tenerla lontana da Eve. La sera, dopo essersi ubriacata, Villanelle rischia di strangolare una ragazza, rea di aver saltato la fila per il bagno. L'intervento di Konstantin evita che la sua protetta possa compiere una pazzia. Il mattino seguente, svegliatasi con il fedele Konstantin addormentato sul pavimento, Villanelle si rende conto che deve darsi una regolata.

## A presto
- Titolo originale: Smell Ya Later
- Diretto da: Francesca Gregorini
- Scritto da: Freddy Syborn

### Trama
L'interrogatorio del Fantasma non dà i risultati sperati. Eve le chiede se sa chi è Villanelle, ricevendo come risposta che nel loro ambiente è conosciuta come il "demone senza volto". Saputo che la nemica ora lavora come freelance, Eve suggerisce di avvalersi di lei per far parlare il Fantasma. A tal fine, Eve diventa il prossimo bersaglio di Villanelle. Quest'ultima dapprima si rifiuta di compiere l'incarico, ma Konstantin le ricorda che lavorando in proprio non possono permettersi di rifiutare alcuna commissione. Carolyn manda un amico a tenere un seminario sugli psicopatici alla sua squadra. L'uomo riferisce che Eve è stata l'unica a osservare impassibile le immagini di delitti raccapriccianti, però ha distolto lo sguardo quando è stata proiettata la fotografia di Villanelle.
Villanelle bussa alla porta di Eve, sola in casa perché Niko è in trasferta a Oxford con la scuola. Eve è talmente infatuata di Villanelle da essere disposta a facilitarle il compito, ingerendo delle pillole che le aveva lasciato sul tavolo, salvo poi scoprire che non si trattava affatto di arsenico come costei affermava. Villanelle ha così la prova che Eve è quasi completamente succube di lei. Kenny è indignato per il fatto che Eve abbia assoldato Villanelle, colei che ha ucciso Bill e a cui fino a quel momento davano la caccia. Eve lo allontana dalla squadra. Villanelle accetta di far parlare il Fantasma, da cui scopre che è stato Aaron Peel a ordinare gli omicidi e che non sta vendendo la sua compagnia, come vociferano i giornali, bensì una pericolosa arma. Villanelle raggiunge Niko a Oxford, raccontandogli cosa è successo tra lei ed Eve a Parigi.

## Spero ti piaccia il missionario!
- Titolo originale: I Hope You Like Missionary!
- Diretto da: Francesca Gregorini
- Scritto da: Jeremy Dyson

### Trama
Niko torna a casa da Oxford piuttosto alterato per l'incontro con Villanelle, rimproverando Eve di aver infranto il loro accordo sulla sincerità. Nonostante il tentativo di perdonare la moglie, Niko sente che la ragazza russa è diventata una presenza troppo ingombrante nel loro matrimonio per poter andare avanti come se nulla fosse. Carolyn mostra a Eve il filmato di un'intervista ad Aaron Peel, il quale era consapevole di essere ripreso a tradimento e si vantava dell'immenso potere conferitogli dai dati cui la sua società ha accesso. Il giornalista che ha realizzato quell'intervista è stato successivamente trovato morto.
La Pharaday terrà una conferenza stampa a Roma e l'MI6 deve trovare il modo di essere presente. Siccome Aaron Peel è una persona paranoica senza amici o relazioni, l'unica possibilità di avvicinarlo è rappresentata dalla sorella Amber, una donna tormentata che frequenta gli Alcolisti Anonimi. Villanelle è incaricata di diventare sua amica, presentandosi come Bille e frequentando le stesse sedute. Eliminato l'ostacolo Marie, la guardia del corpo di Amber, Villanelle ottiene un invito a cena a casa di suo fratello Aaron. Eve spera di poter ricucire con Niko, ma il marito si è trasferito a vivere dalla collega Gemma. Eve si presenta a casa di Gemma, ma la gelosia le impedisce di affrontare razionalmente i mutamenti che stanno intervenendo nel loro rapporto.
Villanelle cena nel ricco quartiere di Richmond upon Thames con i fratelli Peel. Volendo fare di testa sua, Villanelle si sbarazza del microfono con cui Eve e Konstantin le trasmettevano i suggerimenti. Durante una partita a Dixit, Aaron rivolge a Villanelle delle domande di filosofia, poiché Billie dovrebbe avere una doppia laurea in quella disciplina. Villanelle taccia Aaron di essere un bullo e lo colpisce al volto con un libro, andandosene via. Entrata in un negozio di kebab Villanelle incontra due ragazze, per poi seguirle su un ponte. Le due si spaventano nel sentire rumori sinistri alle loro spalle, dopodiché compare Villanelle che si finge altrettanto preoccupata e le invita a percorrere la strada insieme.

## Completamente sveglia
- Titolo originale: Wide Awake
- Diretto da: Damon Thomas
- Scritto da: Emerald Fennell

### Trama
Villanelle riceve un biglietto da Aaron che, desideroso di scusarsi con lei, la invita a pranzo per poi proporle di accompagnarlo a Roma. Carolyn organizza la missione in Italia, affiancando Hugo a Eve e con  Konstantin a vigilare sulla buona riuscita dell'operazione. Carolyn specifica che non dovranno esserci vittime e che Eve avrà il compito di tenere sotto controllo Villanelle. Kenny, che sta lavorando in un nuovo team, tenta di avvertire Eve che è meglio per lei non andare a Roma, ma Carolyn gli impedisce di completare il discorso. Villanelle punisce Niko e Gemma per aver tradito Eve.
Arrivata a Roma, Villanelle si accorge che Aaron ha fatto requisire la sua valigia e le ha scelto personalmente il guardaroba. Eve chiede a Hugo il microfono di scorta e, in un momento di distrazione di Aaron, lo consegna a Villanelle. Costei però ignora che Aaron ha altresì installato delle telecamere nelle sue camere, attraverso le quali la osserva nascondere il microfono sui vestiti. Aaron utilizza le informazioni raccolte clandestinamente per chiudere un accordo con un uomo d'affari russo. Dopo la cena, Aaron dice a Villanelle che è l'unica persona sulla faccia della Terra di cui non sa nulla. Eve decide di lasciarsi andare, concedendosi una notte di sesso con Hugo. Il mattino seguente, a Londra, Niko si risveglia nel garage e trova Gemma morta soffocata con la testa dentro un sacchetto.

## Sei mia
- Titolo originale: You're Mine
- Diretto da: Damon Thomas
- Scritto da: Emerald Fennell

### Trama
Eve sente Villanelle pronunciare la parola d'ordine e prova a precipitarsi da lei, ma l'arrivo di un uomo armato la costringe a nascondersi sotto il letto. Passato il pericolo, Eve esce in corridoio e trova Hugo steso a terra con una ferita d'arma da fuoco all'addome. Eve va alla reception, senza trovare nessuno che possa aiutare il collega, e si finge una dipendente dell'hotel per sviare i sospetti di un uomo venuto a cercare il compagno. Indossata l'uniforme di addetta alle pulizie, Eve si reca da Villanelle che sta pranzando assieme ad Aaron. Quest'ultimo sa che lei è Eve Polastri e chiede a Villanelle di ucciderla, sicuro che a lui non avrebbe mai fatto del male. Villanelle si alza dal tavolo, impugnando un coltello, che usa per trafiggere mortalmente Aaron.
Eve torna nella camera d'albergo per recuperare le registrazioni, ma trova l'ambiente immacolato come se nulla fosse successo. Carolyn bussa alla sua porta per comunicarle che la missione ha avuto successo, rivelandole che il vero obiettivo era uccidere Aaron Peel e che la fantomatica arma erano i dati personali immagazzinati dalla Pharaday. Carolyn considera terminata la collaborazione tra l'MI6 e Villanelle, ponendo Eve davanti alla scelta se tornare all'ovile oppure restare avviluppata alla ragazza russa. Eve sceglie quest'ultima. Nello stesso momento, Villanelle compie un'analoga scelta, rifiutando la proposta di Konstantin di tornare a operare sotto i Dodici. Villanelle sale al piano superiore dell'albergo, trovandoci Raymond che impugna un'ascia e innesca un corpo a corpo che la vede avere la peggio. Mentre l'uomo la sta strozzando, alle loro spalle sopraggiunge Eve che impugna l'ascia e colpisce svariate volte Raymond.
Eve e Villanelle fuggono dall'albergo, introducendosi in un tunnel che le conduce a Villa Adriana. Villanelle si dice orgogliosa di quello che Eve ha fatto per lei, avendo provato l'ebbrezza del suo primo omicidio. Eve non è però altrettanto lieta e respinge il tentativo di Villanelle di baciarla, allontanandosi da lei e accusandola di non saper amare. Villanelle spara a Eve e la lascia stesa sul selciato.